# Philip Bailey

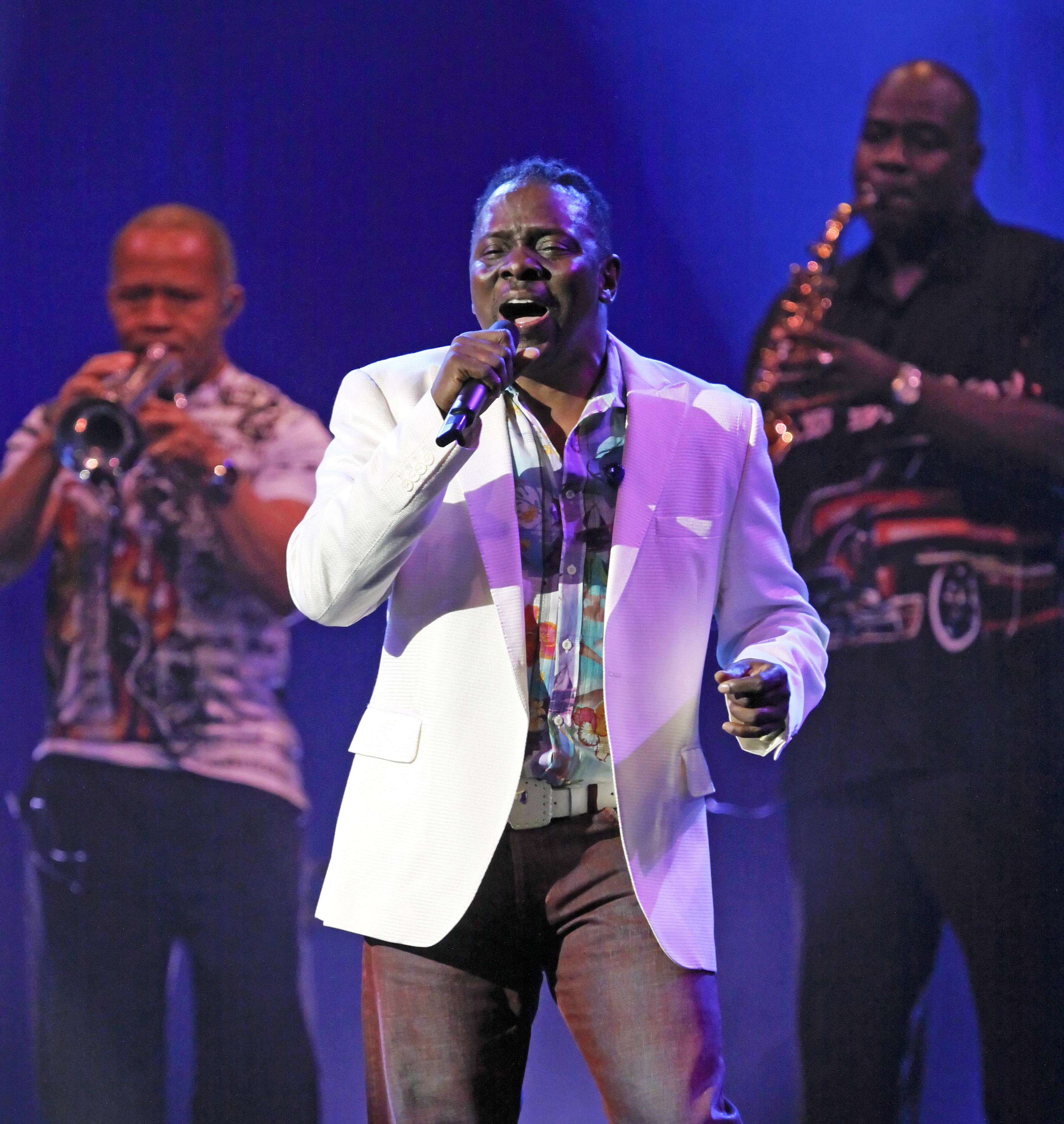
Philip Bailey, 2008

Philip James Bailey (* 8. Mai 1951 in Denver) ist ein US-amerikanischer Funk-, Soul- und R&B-Künstler. Seit 1972 ist er Sänger und einer der führenden Köpfe der Gruppe Earth, Wind and Fire.

## Karriere
Philip Bailey wuchs in seiner Geburtsstadt Denver auf und sang im Kirchenchor. Er beendete die High School und ging mit 20 Jahren nach Los Angeles. Maurice White, der Kopf von Earth, Wind & Fire, holte ihn damals in die Band. Er verfügt über einen Stimmumfang von vier Oktaven und besonders sein Falsett-Gesang im Kontrast zum Tenor von Maurice White gehörte zu den markanten Elementen ihrer Musik. Mit Earth, Wind & Fire gewann er zahlreiche Auszeichnungen. Er schrieb einige bekannte Songs der Band und wurde dafür in die Songwriters Hall of Fame aufgenommen.
1982 unterschrieb Bailey einen Solovertrag bei Columbia und stellte die Arbeit mit Earth, Wind & Fire zurück. Mit seinem ersten Werk, der LP Continuation, hatte er einen moderaten Erfolg in den USA. Für das zweite Album Chinese Wall suchte er dann die Zusammenarbeit mit dem Genesis-Musiker Phil Collins, der seit Anfang der 1980er Jahre ebenfalls als Solomusiker aktiv war. Collins produzierte das Album und schrieb und sang zusammen mit Bailey den Hit Easy Lover. Das Lied wurde ein internationaler Erfolg und erreichte unter anderem Platz 1 in Großbritannien und Platz 2 in den USA. Die Single wurde in beiden Ländern mit Gold ausgezeichnet, in den USA bekam auch das Album Gold. Mit Inside Out nahm er nur ein Jahr später sein drittes Popalbum auf, für das er sich Nile Rodgers als Produzenten dazuholte. Obwohl die Platte internationale Chartplatzierungen erreichte, konnte sie aber nicht an den Vorgänger anknüpfen.
Danach wandte sich Bailey verstärkt der Gospelmusik zu. Bereits 1985 erschien The Wonders of His Love. Ebenso wie Triumph ein Jahr später erreichte es die Top 20 der Gospel- bzw. der Contemporary-Christian-Charts in den USA. Für Triumph wurde er 1987 mit einem Grammy Award für die beste Gospeldarbietung eines männlichen Interpreten ausgezeichnet. Danach verging einige Zeit, in der er auch wieder mit Earth, Wind & Fire zusammenarbeitete, bevor mit Family Affair ein weiteres Gospelalbum erschien, das allerdings nicht mehr so erfolgreich war.
Nach einer weiteren Pause machte sich Philip Bailey 1994 wieder an ein Popalbum und arbeitete mit R&B-Musikern wie Brian McKnight, PM Dawn und Arrested Development zusammen. Das Album, das er mit seinem Namen als Titel veröffentlichte, war jedoch ein Flop und erreichte lediglich Platz 100 der R&B-Charts.
Ende der 1990er Jahre nahm sich Earth, Wind & Fire eine weitere Auszeit, nachdem Maurice White erkrankt war, und Bailey unternahm weitere Soloprojekte. Nach einem weiteren Gospelalbum wandte er sich 1999 dem Smooth Jazz zu. Erneut arbeitete er bei seinem Album Dreams mit bekannten Künstlern des Genres zusammen, unter anderem mit Gerald Albright, Grover Washington Jr. und Pat Metheny. 2002 erschien Soul on Jazz, das Jazzstandards und Remakes enthält. Das Album schaffte es auf Platz 45 der Jazzcharts.
Seit sich Maurice White von der Bühne zurückgezogen hat, führt Philip Bailey mit dessen Bruder Verdine White die Band Earth, Wind & Fire.

## Diskografie

### Studioalben
| Jahr | Titel Musiklabel                    | Höchstplatzierung, Gesamtwochen, AuszeichnungChartplatzierungen (Jahr, Titel, Musiklabel, Platzierungen, Wochen, Auszeichnungen, Anmerkungen) | Höchstplatzierung, Gesamtwochen, AuszeichnungChartplatzierungen (Jahr, Titel, Musiklabel, Platzierungen, Wochen, Auszeichnungen, Anmerkungen) | Höchstplatzierung, Gesamtwochen, AuszeichnungChartplatzierungen (Jahr, Titel, Musiklabel, Platzierungen, Wochen, Auszeichnungen, Anmerkungen) | Höchstplatzierung, Gesamtwochen, AuszeichnungChartplatzierungen (Jahr, Titel, Musiklabel, Platzierungen, Wochen, Auszeichnungen, Anmerkungen) | Höchstplatzierung, Gesamtwochen, AuszeichnungChartplatzierungen (Jahr, Titel, Musiklabel, Platzierungen, Wochen, Auszeichnungen, Anmerkungen) | Anmerkungen |
| Jahr | Titel Musiklabel                    | DE | CH | UK | US | R&B | Anmerkungen |
| ---- | ----------------------------------- | --- | --- | --- | --- | --- | --- |
| 1983 | Continuation Columbia               | — | — | — | US71 (14 Wo.)US | R&B19 (30 Wo.)R&B | Erstveröffentlichung: Januar 1983 Produzent: George Duke |
| 1984 | The Wonders of His Love Myrrh       | — | — | — | — | — | Erstveröffentlichung: 1984 Produzent: Philip Bailey |
| 1984 | Chinese Wall Columbia               | DE39 (17 Wo.)DE | CH22 (1 Wo.)CH | UK29 (17 Wo.)UK | US22 Gold · (35 Wo.)US | R&B10 (35 Wo.)R&B | Erstveröffentlichung: Oktober 1984 Produzent: Phil Collins                                                                                                  |
| 1986 | Inside Out Columbia                 | DE65 (1 Wo.)DE | CH29 (1 Wo.)CH | — | US84 (11 Wo.)US | R&B30 (15 Wo.)R&B | Erstveröffentlichung: 12. Mai 1986 Produzenten: Nile Rodgers, Philip Bailey                                                                                 |
| 1986 | Triumph Word                        | — | — | — | — | — | Erstveröffentlichung: 29. September 1986 Produzenten: Philip Bailey, George Duke, Jerry Peters Grammy (Beste männliche Gospel-Darbietung)                   |
| 1989 | Family Affair Myrrh                 | — | — | — | — | — | Erstveröffentlichung: 1989 Produzenten: Philip Bailey, Oliver Wells                                                                                         |
| 1994 | Philip Bailey Zoo Entertainment     | — | — | — | — | R&B100 (1 Wo.)R&B | Erstveröffentlichung: 29. März 1994 Produzenten: Philip Bailey, Chuckii Booker, Robert Brookins, Brian McKnight, P. M. Dawn, Waymon Tisdale, Roxanne Seeman |
| 1998 | Life and Love Eagle Records         | — | — | — | — | — | Erstveröffentlichung: 1998 Produzenten: Andrew Klippel, Alan Glass                                                                                          |
| 1999 | Dreams Heads Up International       | — | — | — | — | — | Erstveröffentlichung: 22. Juni 1999 Produzenten: Philip Bailey, Robert Brookins, Erik Huber, Morris Pleasure                                                |
| 2002 | Soul on Jazz Heads Up International | — | — | — | — | — | Erstveröffentlichung: 23. April 2002 Produzenten: Philip Bailey, Bob Belden, Scott Kinsey, Myron McKinley                                                   |
| 2019 | Love Will Find a Way Verve Records  | — | — | — | — | — | Erstveröffentlichung: November 2019 Produzenten: Philip Bailey, Robert Glasper, Chick Corea, Christian McBride, will.i.am, Herman Jackson                   |

### Kompilationen
- 1991: The Best of Philip Bailey: A Gospel Collection
- 1998: Walking on the Chinese Wall

### Singles
| Jahr | Titel Album                              | Höchstplatzierung, Gesamtwochen, AuszeichnungChartplatzierungen (Jahr, Titel, Album, Platzierungen, Wochen, Auszeichnungen, Anmerkungen) | Höchstplatzierung, Gesamtwochen, AuszeichnungChartplatzierungen (Jahr, Titel, Album, Platzierungen, Wochen, Auszeichnungen, Anmerkungen) | Höchstplatzierung, Gesamtwochen, AuszeichnungChartplatzierungen (Jahr, Titel, Album, Platzierungen, Wochen, Auszeichnungen, Anmerkungen) | Höchstplatzierung, Gesamtwochen, AuszeichnungChartplatzierungen (Jahr, Titel, Album, Platzierungen, Wochen, Auszeichnungen, Anmerkungen) | Höchstplatzierung, Gesamtwochen, AuszeichnungChartplatzierungen (Jahr, Titel, Album, Platzierungen, Wochen, Auszeichnungen, Anmerkungen) | Höchstplatzierung, Gesamtwochen, AuszeichnungChartplatzierungen (Jahr, Titel, Album, Platzierungen, Wochen, Auszeichnungen, Anmerkungen) | Höchstplatzierung, Gesamtwochen, AuszeichnungChartplatzierungen (Jahr, Titel, Album, Platzierungen, Wochen, Auszeichnungen, Anmerkungen) | Anmerkungen                                                                                               |
| Jahr | Titel Album                              | DE | AT | CH | UK | US | R&B | Dance | Anmerkungen                                                                                               |
| ---- | ---------------------------------------- | --- | --- | --- | --- | --- | --- | --- | --- |
| 1983 | I Know Continuation                      | — | — | — | — | — | R&B10 (16 Wo.)R&B | — | Erstveröffentlichung: Juni 1983 Autor: Gerard McMahon                                                     |
| 1983 | Trapped Continuation                     | — | — | — | — | — | R&B43 (10 Wo.)R&B | — | Erstveröffentlichung: November 1983 Autoren: Philip Bailey, Robert Brookins, Tony Haynes                  |
| 1984 | Photogenic Memory Chinese Wall           | — | — | — | — | — | R&B61 (6 Wo.)R&B | — | Erstveröffentlichung: September 1984 Autoren: Davitt Sigerson, Jerry Knight, Lillie Mae Clarke            |
| 1984 | Easy Lover Chinese Wall                  | DE5 (17 Wo.)DE | AT21 (10 Wo.)AT | CH8 (11 Wo.)CH | UK1 Platin · (13 Wo.)UK | US2 Gold · (23 Wo.)US | R&B3 (19 Wo.)R&B | Dance7 (9 Wo.)Dance | Erstveröffentlichung: 6. November 1984 mit Phil Collins Autoren: Nathan East, Phil Collins, Philip Bailey |
| 1985 | Walking on the Chinese Wall Chinese Wall | DE42 (8 Wo.)DE | — | — | UK34 (9 Wo.)UK | US46 (12 Wo.)US | R&B56 (8 Wo.)R&B | — | Erstveröffentlichung: März 1985 Autoren: Billie Hughes, Roxanne Seeman                                    |
| 1986 | State of the Heart Inside Out            | — | — | — | — | — | R&B20 (13 Wo.)R&B | — | Erstveröffentlichung: April 1986 Autoren: Mic Murphy, Paul Pesco                                          |
| 1988 | Twins Twins – Zwillinge (Soundtrack)     | — | — | — | UK82 (3 Wo.)UK | — | — | — | Erstveröffentlichung: 1988 mit Little Richard; Autoren: Lorrin Bates, Skip Scarborough                    |
| 1994 | Here with Me Philip Bailey               | — | — | — | — | — | R&B66 (8 Wo.)R&B | — | Erstveröffentlichung: Februar 1994                                                                        |

Weitere Singles
| - 1983: It’s Our Time - 1983: I’m Waiting for Your Love - 1984: The Wonders of His Love - 1984: I Go Crazy - 1984: I Want to Know You - 1984: Woman - 1984: Children of the Ghetto - 1986: Echo My Heart - 1986: Thank You | - 1986: Back It Up - 1986: Welcome to the Club - 1993: People and Places (mit Dee Dee Bridgewater) - 1994: A Diamond Just Like You - 1997: Steppin’ Through Time - 1997: How Can I Rely on You - 1997: When Love Goes Wrong (Earth, Wind and Fire feat. Philip Bailey und Maurice White) - 2001: Veloce |